# Sunyani
Sunyani là thủ phủ của vùng Bono, Ghana. Dân số thành phố là 208.496 người vào năm 2012.

## Khí hậu
| Dữ liệu khí hậu của Sunyani             | Dữ liệu khí hậu của Sunyani | Dữ liệu khí hậu của Sunyani | Dữ liệu khí hậu của Sunyani | Dữ liệu khí hậu của Sunyani | Dữ liệu khí hậu của Sunyani | Dữ liệu khí hậu của Sunyani | Dữ liệu khí hậu của Sunyani | Dữ liệu khí hậu của Sunyani | Dữ liệu khí hậu của Sunyani | Dữ liệu khí hậu của Sunyani | Dữ liệu khí hậu của Sunyani | Dữ liệu khí hậu của Sunyani | Dữ liệu khí hậu của Sunyani |
| Tháng                                   | 1                           | 2                           | 3                           | 4                           | 5                           | 6                           | 7                           | 8                           | 9                           | 10                          | 11                          | 12                          | Năm                         |
| --------------------------------------- | --------------------------- | --------------------------- | --------------------------- | --------------------------- | --------------------------- | --------------------------- | --------------------------- | --------------------------- | --------------------------- | --------------------------- | --------------------------- | --------------------------- | --------------------------- |
| Trung bình ngày tối đa °C (°F)          | 31 (87)                     | 32 (90)                     | 31 (87)                     | 31 (87)                     | 30 (86)                     | 30 (86)                     | 27 (80)                     | 27 (80)                     | 26 (79)                     | 28 (83)                     | 31 (87)                     | 30 (86)                     | 30 (86)                     |
| Tối thiểu trung bình ngày °C (°F)       | 23 (74)                     | 25 (77)                     | 24 (76)                     | 25 (77)                     | 24 (76)                     | 24 (75)                     | 23 (73)                     | 22 (71)                     | 21 (70)                     | 23 (73)                     | 24 (76)                     | 23 (74)                     | 23 (74)                     |
| Lượng Giáng thủy trung bình mm (inches) | 230 (9.0)                   | 25 (1.0)                    | 76 (3.0)                    | 130 (5.0)                   | 230 (9.0)                   | 330 (13.0)                  | 100 (4.0)                   | 25 (1.0)                    | 76 (3.0)                    | 100 (4.0)                   | 130 (5.0)                   | 51 (2.0)                    | 1.500 (59)                  |
| Nguồn: Myweather2.com                   |                             |                             |                             |                             |                             |                             |                             |                             |                             |                             |                             |                             |                             |

## Giao thông
Sunyani được phục vụ bởi sân bay cùng tên, mở cửa từ ngày 13 tháng 7 năm 1974 và có các chuyến bay đến Kumasi và Takoradi. Thành phố cũng được nối liền với Mim, Berekum và Wenchi bằng đường bộ.

## Y tế
Ngoài Bệnh viện Khu vực Sunyani (mở cửa từ năm 2003), thành phố bao gồm tám phòng khám và ba nhà hộ sinh.

## Thành phố kết nghĩa
- Tuscaloosa, Alabama, Hoa Kỳ[4][5]